# Jakob Acht
Jakob Acht (* 1822 in Köln; † 1887 in Wien) war ein deutscher Maler.

## Leben
Jakob Acht schrieb sich im Winterhalbjahr 1852/53 an der Düsseldorfer Kunstakademie in der Kompositionsklasse von Carl Ferdinand Sohn ein. Nach seinem Studium war er als Bildnismaler in München tätig und dort Mitglied und Aussteller des Kunstvereins. Nachweislich von 1856 bis 1870 ist er als „Acht, J. Porträtmaler“ unter verschiedenen Adressen in den Münchner Adressbüchern gelistet. Von seinen  Werken lassen sich nur wenige belegen, so die Komposition „Das Familienglück“, das im Kunstverein gezeigt und in der Tagespresse zum Kauf angeboten wurde. Auch als Stilllebenmaler hat Acht gearbeitet: Das Einlaufbuch des Wiener Künstlerhauses listet für das Jahr 1874 ein „Blumenstück“ und ein „Früchtestück“. Acht signierte mit einem Monogramm, „einer 8, durch die das J. seines Vornamens vertikal gezogen ist.“ 1873 inserierte er in Wien als Retuscheur für Ölgemälde.
Nach einer Notiz in der „Wiener Zeitung“ ist der Maler 1887 als Auswärtiger „nach Köln am Rhein in Deutschland zuständig“ in Wien verstorben.